# Delosperma carolinense
Delosperma carolinense är en isörtsväxtart som beskrevs av Nicholas Edward Brown. Delosperma carolinense ingår i släktet Delosperma, och familjen isörtsväxter. Inga underarter finns listade i Catalogue of Life.